# Sahagún (Kolumbia)
Sahagún – miasto w Kolumbii, w departamencie Córdoba.